# Satélite de observação da Terra

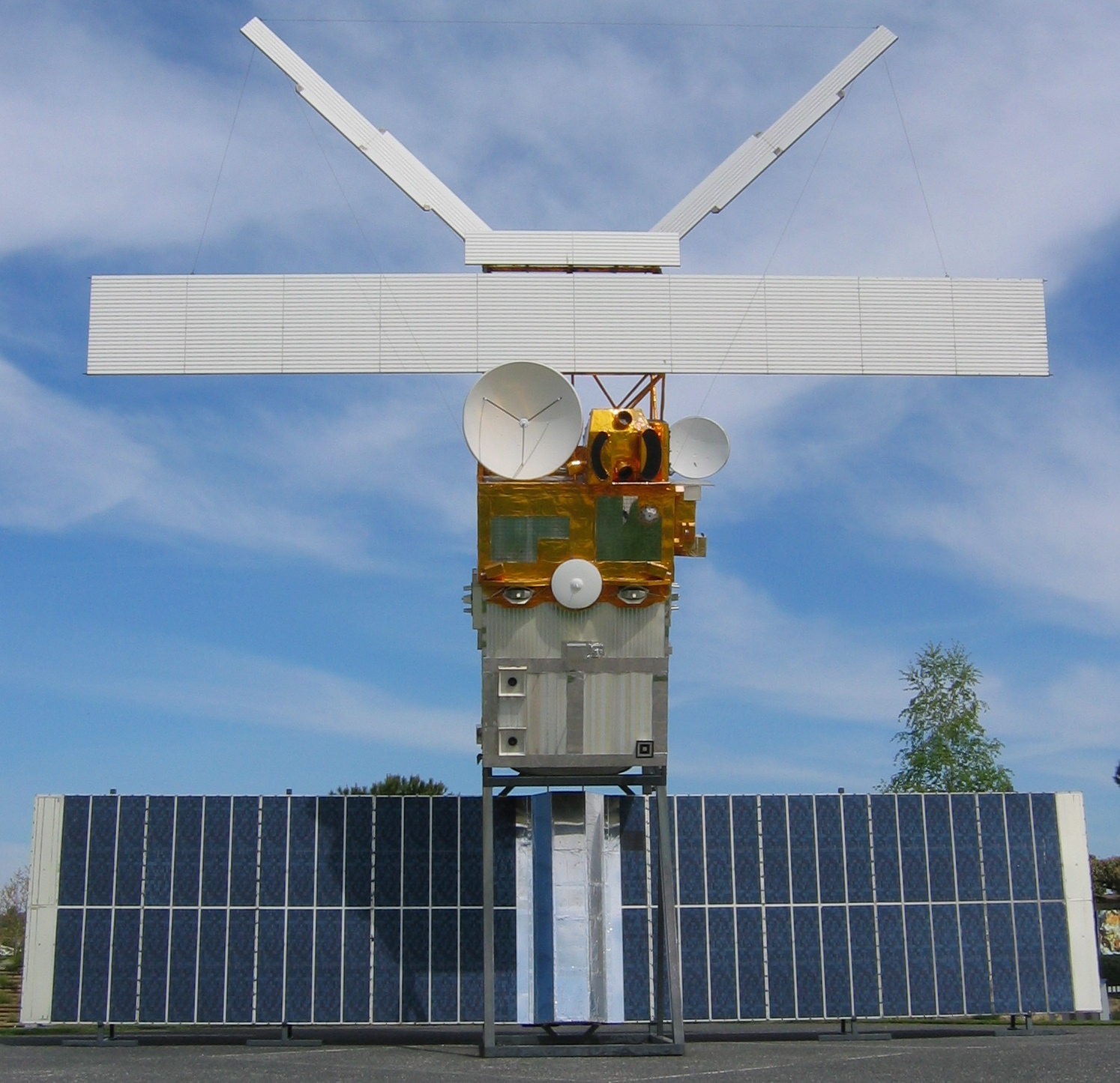
Modelo do satélite de observação da Terra ERS-2.

Satélite de observação da Terra ou satélite de sensoriamento remoto é todo satélite em órbita da Terra especificamente projetado para observar a Terra por sensoriamento remoto, de forma similar aos satélites espiões, mas com finalidades não necessariamente militares, tais como: monitoração ambiental, meteorologia, cartografia, etc.

## Tipos

Imagem composta de toda a superfície da Terra em projeção cilíndrica equidistante.

### Meteorologia
Um satélite meteorológico é um tipo de satélite usado primariamente para monitorar o tempo e o clima da Terra.

### Ambiente
Satélites ambientais permitem monitoração ambiental, detectando alterações na vegetação, composição dos gases na atmosfera, estado dos mares, cores dos oceanos e estado das massas de gelo. 
O monitoramento das alterações de vegetação ao longo do tempo é feito comparando o estado atual com as médias obtidas ao longo do tempo.

### Cartografia
Mapas podem ser obtidos a partir do espaço com o uso de satélites como o RADARSAT-1 e o TerraSAR-X.